# Elogio della follia
L'Elogio della follia (titolo originale in latino Moriae encomium; in greco Μωρίας ἐγκώμιον?, Mōrias enkōmion; in olandese Lof der Zotheid) è un saggio scritto in latino da Erasmo da Rotterdam nel 1509 e pubblicato per la prima volta nel 1511.
L'opera fu redatta e completata in prima stesura nel giro di una settimana, mentre Erasmo soggiornava con Tommaso Moro nella residenza di quest'ultimo a Bucklersbury. L'Elogio della follia è considerata una delle opere letterarie più influenti della moderna civiltà occidentale.
Erasmo dedica l'opera proprio al suo amico Tommaso Moro e gioca sul doppio significato del titolo Moriae encomium, che potrebbe essere tradotto anche come "Elogio di Moro" (l'explicit è: "Finis Moriae in gratiam Mori").
Nella dedica a quest'ultimo, Erasmo da Rotterdam sottolinea il carattere satirico del saggio, nato durante un periodo di malattia e riposo forzato, e volto a suscitare il riso degli amici. L'opera non era infatti destinata alla pubblicazione e lo stesso Erasmo rimase sbalordito dal successo ottenuto. Il libro fu subito ristampato più volte e tradotto in francese e tedesco. Dopo la morte di Erasmo ne seguì pure un'edizione in inglese.

## Trama
Il saggio si apre con un elogio da parte della Follia, che parla in prima persona di se stessa. Essa prende poi le distanze dai "mortali", lasciando quindi intendere la sua natura divina.
La Follia si proclama figlia di Pluto, dio della ricchezza e della giovinezza, e dice inoltre di essere stata allevata dall'Ignoranza e dall'Ubriachezza. I suoi più fedeli compagni sono Philautia (Vanità), Kolakia (Adulazione), Lethe (Dimenticanza), Misoponia (Accidia), Hedonè (Piacere), Anoia (Demenza), Tryphe (Licenziosità), Komos (Intemperanza) ed Eegretos Hypnos (sonno mortale).
La Morìa descrive se stessa come portatrice di allegria e spensieratezza e giustifica l'autoelogio con la sua natura schietta, che si rivela anche nel linguaggio diretto. Nel saggio si riportano numerosi esempi e citazioni a favore della grandezza della Pazzia e della sua utilità per la felicità dell'essere umano: essa si rivela infatti insita in esso fin dall'atto stesso della nascita, che non potrebbe avvenire senza la sua presenza, e ci accompagna durante tutta la vita, aiutandoci nelle relazioni interpersonali e nell'autocompiacimento fino alla vecchiaia, che "neppure ci sarebbe se i mortali si guardassero da qualsiasi rapporto con la saggezza". Tutti gli esseri umani (re, pontefice, vescovi, monaci, laici) anziché curare gli aspetti spirituali e interiori dell'individuo, con i loro comportamenti inseguono follemente ciò che è terreno e transeunte, destinato a finire: gloria, potere, ricchezza, lusso, successo.
Nell'ultima parte il testo si concentra sulla realizzazione di un esame critico degli abusi della dottrina cattolica e di alcune pratiche corrotte della Chiesa cattolica romana (alla quale peraltro Erasmo era stato sempre fedele). La posizione critica si estende però solo ai religiosi - senza tuttavia risparmiare nessuno, dagli ordini mendicanti ai pontefici - e mai a Dio, che è l'unico essere perfetto e che nella sua perfezione ha in sé anche un pizzico di follia.
La Follia conclude quindi il suo elogio dicendosi "dimentica di quello che ha appena detto" ed invitando gli ascoltatori stessi a scordare l'orazione, spronandoli piuttosto ad applaudire, vivere e bere.

## Il contesto sociale e culturale

### Influenza e ispirazione
Erasmo da Rotterdam vive a cavallo fra Umanesimo e Rinascimento, in un'epoca caratterizzata da numerose rivoluzioni in diversi ambiti: egli nasce dopo l'invenzione della stampa (1455), ha poco più di vent'anni nella data della scoperta dell'America, è testimone di un periodo di grande frammentazione cristiana. Tutti questi elementi sono alla base del suo pensiero umanista, che si riflette nell'Elogio della Follia.
Peraltro, secondo Alberto Viviani e Giannino Fabbri e già secondo Giovanni Papini, l'opera fu ispirata dal De triumpho stultitiae di Faustino Perisauli, un poemetto in esametri latini pubblicato postumo a Rimini da Girolamo Soncino nel 1524, ma composto attorno al 1490 e che dunque circolò manoscritto, per cui Erasmo avrebbe potuto conoscerlo durante il suo soggiorno in Italia dal 1506 al 1509.

### La religione
Il Moriae encomium fu scritto al ritorno di un deludente viaggio da Roma, dove l'autore aveva rifiutato di essere promosso gerarchicamente nella curia papale. L'accesa critica alla corruzione della Chiesa rivela Erasmo come uno dei tanti esponenti dell'Umanesimo cristiano. Nel saggio l'autore nomina più volte le indulgenze con accezione negativa, trovandosi su questo punto d'accordo con Martin Lutero, coevo di Erasmo. Ciononostante, Erasmo non condivide la posizione del riformista tedesco e scrive, sempre con tono satireggiante, il De libero arbitrio, a cui Lutero risponde un anno dopo con il trattato De servo arbitrio (1525).
La posizione di Erasmo di umanista cristiano, desideroso di ricavare il significato originale dai testi sacri, è sottolineata nella critica agli ordini mendicanti. L'autore satireggia sulla ricerca da parte di questi della povertà apostolica senza per altro osservare i veri valori cristiani come quello della carità.

### Rinascimento e Classicità
Il 500 e tutto il periodo rinascimentale sono caratterizzati dalla riscoperta della classicità greca e romana. Numerose sono le traduzioni di testi antichi in latino: lo stesso Erasmo, insieme a Tommaso Moro, aveva tradotto lavori di Luciano di Samosata, famoso satirico greco — il quale viene citato più volte — ed altre opere.
Ritroviamo in Elogio della Follia costanti allusioni ad importanti scrittori latini quali Virgilio e Seneca, e di filosofi greci, fra i quali il più citato è Platone ed in particolare il mito della caverna (Repubblica). Il richiamo alla filosofia è però usato contro la stessa, a favore invece dell'insipienza, ovvero della follia:
"Che differenza pensate vi sia fra coloro che nella caverna di Platone contemplano le ombre e le immagini delle varie cose, senza desideri, paghi della propria condizione, e il sapiente che, uscito dalla caverna, vede le cose vere?".

### La donna secondo Erasmo
In passato, la donna ha sempre avuto un ruolo di secondo piano. Le sue mansioni erano quelle di procreare, governare la casa. Se nel Rinascimento si compiono notevoli passi avanti verso la cultura, la posizione della donna rimane comunque confinata all'ambiente domestico. I casi di donne importanti e regine sono rari e creano scandalo. Enrico VIII, re d'Inghilterra, nei primi decenni del Cinquecento chiese l'annullamento del matrimonio con Caterina di Aragona, che non era in grado di dargli un erede maschio. La nascita di una figlia creava sempre una certa preoccupazione in confronto alla gioia di un figlio.
Erasmo nomina più volte la donna con accezione sì positiva, ma satireggiante: la donna è felice in quanto folle, è un "animale, sì stolto e sciocco, ma deliziosamente spassoso." "E, se per caso una donna volesse passare per saggia, ottiene solo di essere due volte folle". E solo grazie alla follia è possibile procreare: chi può pensare di sposarsi e convivere tutta la vita con una donna, se non un pazzo, spinto dal desiderio sessuale, che è un istinto irrazionale?
Erasmo dunque esprime esplicitamente la misoginia dell'epoca — è in questo periodo, infatti, che si consolida la caccia alle streghe — e testimonia chiaramente in Elogio della Follia la mentalità rinascimentale in questo ambito.

## Il linguaggio
Il tono scherzoso adottato dall'autore gli permette di rivolgere abbondanti critiche non solo a retori, alchimisti, giocatori d'azzardo, ma anche a persone importanti come principi, nobili, e soprattutto ecclesiastici. Il linguaggio utilizzato da Erasmo è però dotto, tipico di un intellettuale.

## La fortuna
Il libro fu fatto pubblicare dagli amici di Erasmo, ai quali l'autore aveva fatto leggere l'inizio "perché — come dice lui stesso — maggiore allegria ne venisse dal ridere in compagnia". Questi, entusiasti, lo esortarono a continuare, ed una volta completato lo portarono in Francia, dove fu pubblicato pieno di errori e mancante di una parte. Ben presto se ne diffusero molte versioni, tradotte in varie lingue.
Influenzò l'insegnamento della retorica durante la fine del sedicesimo secolo e divenne un esercizio popolare nelle scuole di Grammatica elisabettiane.
Johan Huizinga definisce il Moriae encomium come l'unica sua opera imperitura, perché scritta da un "Erasmus ludens" che, con essa, "diede al mondo ciò che nessuno al di fuori di lui poteva dare".

## Edizioni
- Moriae encomium. Erasmi Roterodami declamatio, [Parisiis], Gilles de Gourmont (in altre copie: Jehan Petit), s.d. (editio princeps).
- Moriae encomium. Erasmi Roterodami declamatio, Argentorati, in aedibus Matthiae Schurerij, mense Augusto anno M.D.XI.

## Edizioni italiane
- La Moria d'Erasmo novamente in volgare tradotta, [Interprete Antonio Pellegrini], In Venetia, per Giovanni dalla Chiesa Pavese, 1539. (prima traduzione italiana)
- Cicalata della follia in propria lode o sia l'Elogio della follia d'Erasmo di Rotterdam, reso in toscano dall'abbate R(affaele) P(astore), Colonia (ma Venezia), 1787.
- L'elogio della follia composto in forma di declamazione da Erasmo di Roterdam, nuovamente recato in italiano dal testo latino ed arricchito delle annotazioni di Listrio e di varie altre del traduttore C(arlo) C(astelfranchi), Amsterdam (ma Napoli), 1805.
- Elogio della pazzia, con prefazione di Eugenio Camerini, Milano, Istituto Editoriale Italiano, 1914.
- Elogio della pazzia e Dialoghi, trad. [sull'edizione del 1805] di Carlo Castelfranchi riveduta e a cura di Benedetto Croce, Bari, Laterza, 1914.
- Elogio della Stoltezza, a cura di Cristina Baseggio, Collana I Grandi Scrittori Stranieri n.62, Torino, UTET, 1935. - con un saggio di Hugh Trevor-Roper, Milano, TEA, 1988.
- Elogio della Pazzia, traduzione di e cura di Emilio Cecchi, Roma, Colombo Editore, 1943-1952.
- Elogio della Pazzia, traduzione di Tommaso Fiore, Torino, Einaudi, 1943-2000. - Milano, Mondadori, 1964; Introduzione di Delio Cantimori, NUE, Einaudi, 1964; Prefazione di Paolo Fedeli e Postfazione di Francesco Tateo, Bari, Palomar, 2003.
- Elogio della Pazzia, traduzione di Arsenio Frugoni, Brescia, 1954.
- Elogio della Pazzia, traduzione di Claudio Annaratone, BUR, Milano, Rizzoli, 1963. - a cura di Bruno Segre, La Biblioteca ideale tascabile, Milano, Opportunity Book, 1995.
- Elogio della follia, traduzione di Erich Linder, a cura di Nicola Petruzzellis, Milano, Mursia, 1966.
- Elogio della Pazzia, traduzione di e prefazione di Guglielmo Zappacosta, Collana Classici illustrati, Roma, Curcio, 1967.
- Elogio della Follia, trad. e cura di Eugenio Garin, Collana Saggi, Milano, Serra e Riva Editori, 1984. - Collana Oscar Classici n.224, Milano, Mondadori, 1992-2021.
- Elogio della Follia, introd., trad., pref. e note di Edilia Orlandini Traverso, Collana I Classici del pensiero. Sez. II Medioevo e Rinascimento, Milano, Rusconi, 1989.
- Elogio della Follia, introd. di Roland H. Bainton, trad. e note di Luca D'Ascia, Collana Classici n.724, Milano, BUR, 1989, ISBN 978-88-171-6724-6. - Collana I Classici del Pensiero, Milano, Fabbri Editori, 1996-2004.
- Elogio della Follia, traduzione di Domenico Magnino, Introd. di Silvio Berlusconi, Milano, Silvio Berlusconi Editore, 1990.
- Elogio della Follia, a cura di Anna Corbella Ortalli, Collana Acquarelli classici, Bussolengo, Demetra, 1994.- poi, con introduzione di Riccardo Donati, Collana Passepartout, Firenze, Giunti, 2016.
- Elogio della Follia, traduzione di Gabriella D'Anna, Roma, Newton Compton, 1995. - Introduzione di Paolo Miccoli, Collana I David, Milano, La Spiga-Meravigli, 1995, ISBN 978-88-710-0602-4; Novara, De Agostini, 2003; Newton Compton, 2012.
- Elogio della Follia, traduzione di Carlo Carena, Collana i millenni, Torino, Einaudi, 1997. - Collana Einaudi Tascabili, 2002-2021.
- Elogio della pazzia, a cura di Paola Ceva, Rimini, Raffaelli, 2000.
- Elogio della follia. Corrispondenza Marteen van Dorp[5] - Erasmo - Tommaso Moro, trad. della Comunità di San Leolino riveduta dal curatore, a cura di Stefano Cavallotto, con il commento di Gérard Listrius, Milano, Edizioni Paoline, 2004 ISBN 88-315-2701-0.
- Elogio della follia, traduzione di C. Kolbe, Marina di Massa, Edizioni Clandestine, 2005.
- Elogio della Follia, traduzione di Silvia Fiorini, Santarcangelo di Romagna, Rusconi, 2008. - Introd. Massimiliano Lacertosa, Siena, Barbèra, 2008; Santarcangelo di Romagna, Foschi, 2018; Collana Universale Economica. I Classici, Milano, Feltrinelli, 2011.
- Elogio della follia, a cura di D. Fazzi, Highlander, 2010, ISBN 978-88-659-6044-8.
- Elogio della Follia e altri scritti, a cura di Roberto Giannetti, Collana I grandi libri dello spirito, Milano, Garzanti, 2015, ISBN 978-88-11-65109-3.
- Elogio della follia, a cura di Anna Rita Murano, Collana I classici, Montecovello, 2016, ISBN 978-88-673-3893-1.
- Elogio della follia, a cura di Salvatore Primiceri, Collana Classici, Primiceri Editore, 2019, ISBN 978-88-330-0118-0.
- Elogio della Follia, Prefazione di Gerry Bruno, con le illustrazioni originali di Hans Holbein, Gengotti Editore, 2021, ISBN 978-88-873-8118-4.